# Forcipiger
Forcipiger – rodzaj morskich ryb z rodziny chetonikowatych (Chaetodontidae). Hodowane w akwariach morskich.

## Występowanie
Morze Czerwone, Ocean Indyjski i Ocean Spokojny.

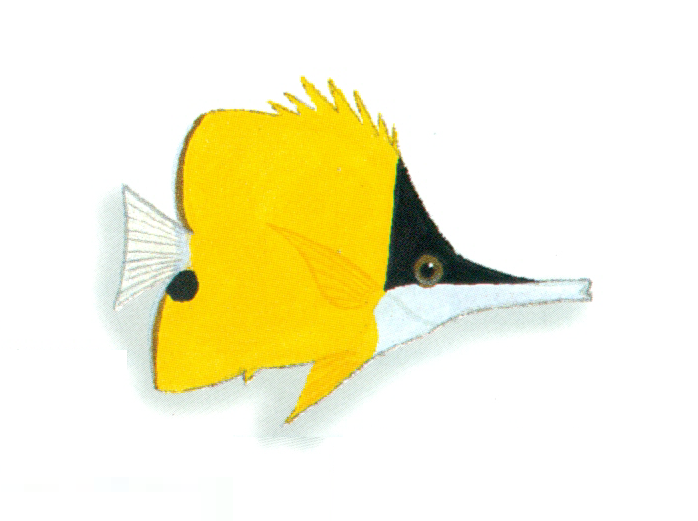
Forcipiger flavissimus

## Klasyfikacja
Gatunki zaliczane do tego rodzaju:

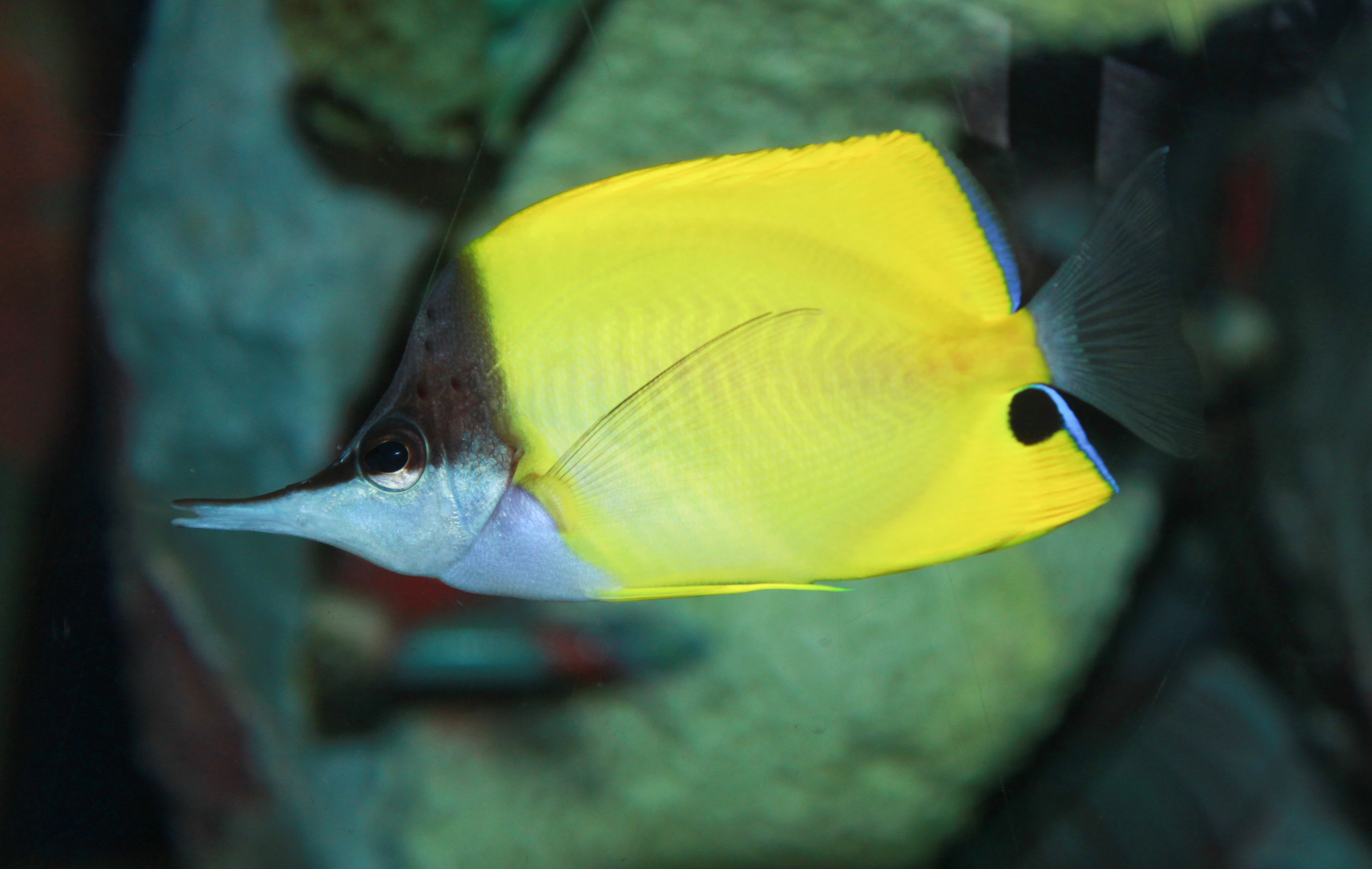
Forcipiger cyrano
- Forcipiger flavissimus
- Forcipiger longirostris – pensetnik czarnogłowy[3]
- Forcipiger wanai

- Forcipiger flavissimus